# Valle San Felice
Valle San Felice è una frazione del comune di Mori in provincia autonoma di Trento.
Si trova a 583 metri sopra il livello del mare e conta circa 255 abitanti.

## Geografia fisica

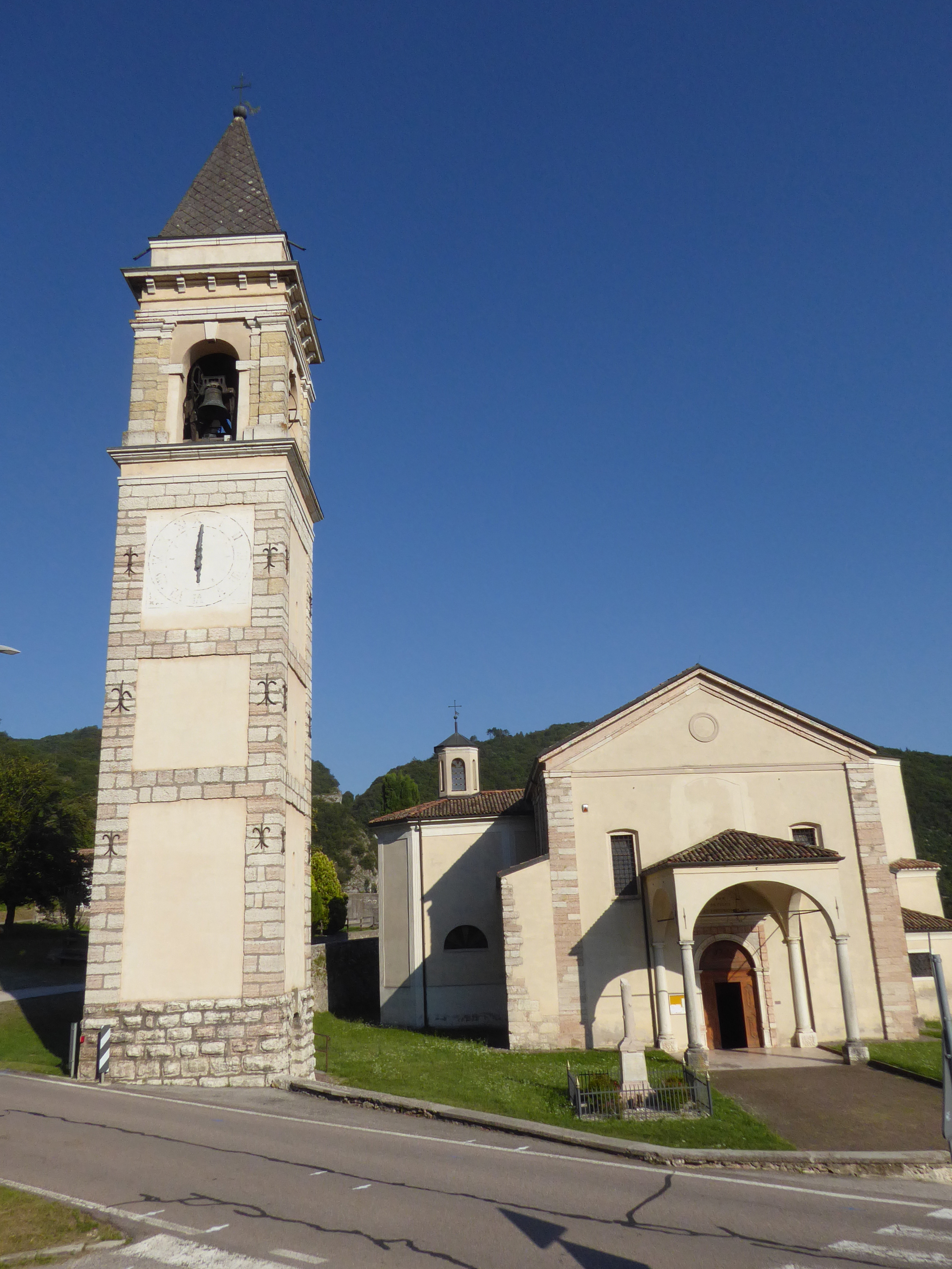
La chiesa parrocchiale dei Santi Felice e Fortunato

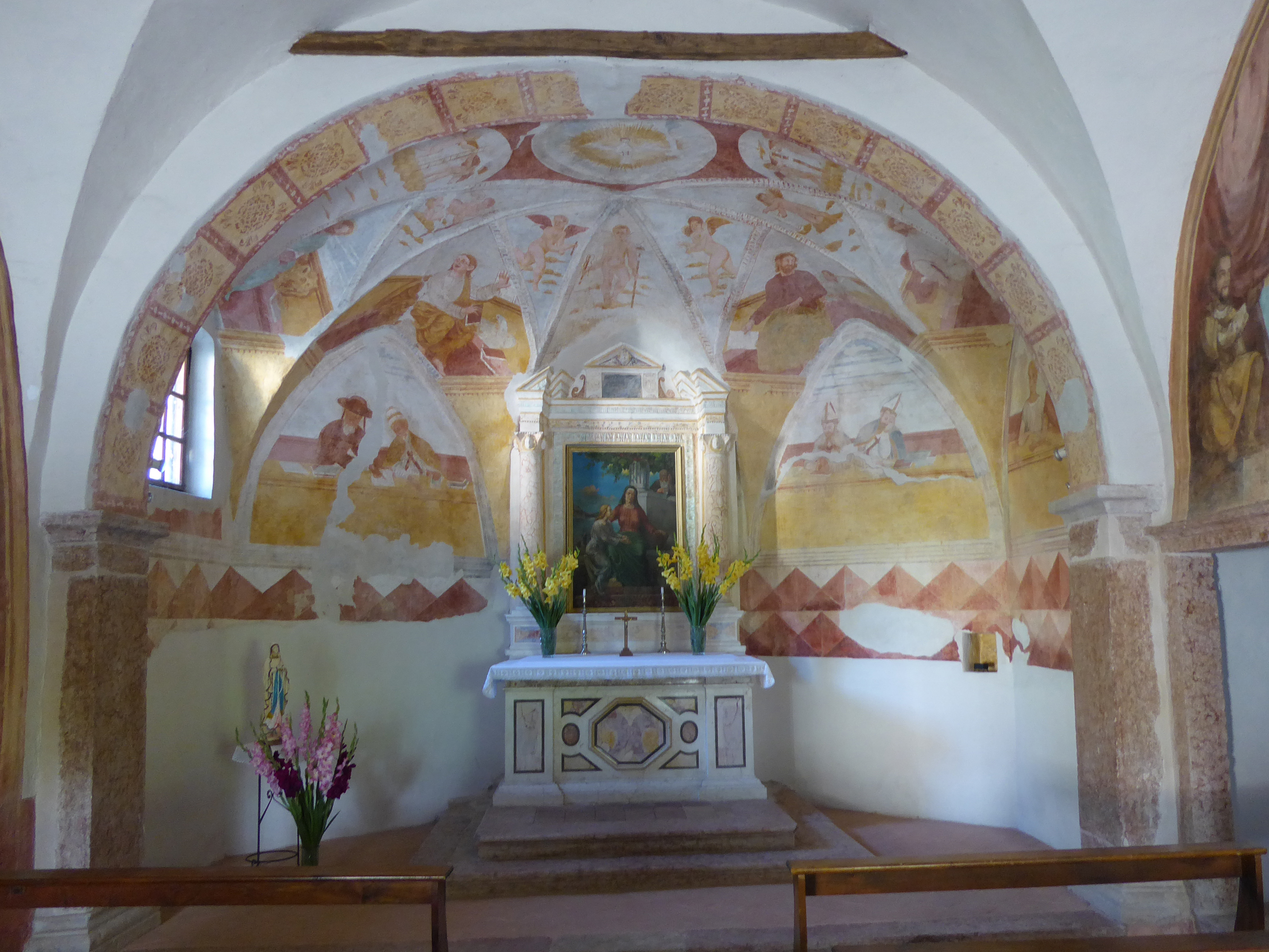
La chiesa di Sant'Anna

### Territorio
Valle San Felice è il primo paese della Val di Gresta: suddivisa amministrativamente in due comuni, quello di Ronzo-Chienis e quello di Mori, è percorsa dalla strada provinciale 88. La Val di Gresta è attraversata dal rio Gresta, torrente di modeste dimensioni e affluente del rio Cameras, a sua volta affluente dell'Adige.
Attualmente la valle è famosa per la coltivazione di prodotti biologici, soprattutto patate, carote, zucchine e cavoli: per questo viene chiamata l'orto biologico del Trentino.

### Clima
Il clima è mitigato dalla vicinanza del lago di Garda, in estate le temperature raggiungono i 25-30 °C, mentre d'inverno generalmente si scende sotto gli 0 gradi, anche se le nevicate sono meno frequenti rispetto alle altre vallate trentine proprio per l'influsso del clima mite del lago.

## Storia
Valle San Felice è il primo paese che s'incontra risalendo la Val di Gresta ed è il più importante dal punto di vista storico e artistico, in quanto sede dell'antichissima pieve di Gardumo, che comprendeva tutti i paesi della valle. Il paese era chiamato in passato semplicemente Valle oppure Valle di Gardumo, data la particolare posizione geografica, mentre San Felice era la chiesa e quindi il luogo dove sorgeva la parrocchiale di tutti i paesi di Gardumo.
Dal diciottesimo secolo sempre più frequentemente Valle e San Felice vennero ad identificarsi fino alla stabilizzazione del nome nella forma odierna. L'attuale paese deriva da alcuni abitati distinti: nella fattispecie, Valle è l'abitato posto alla sinistra del rio Gresta; su di un dosso isolato e ben visibile, posto ad est di Valle nel mezzo della valletta che scende dal monte Biaena, sorge la chiesa pievana e santuario di San Felice di Gardumo.
La strada che da Loppio sale in Val di Gresta, con una serie di panoramici tornanti, fu tracciata dopo la prima guerra mondiale. Nel 1922 essa giungeva a Valle San Felice, nel 1930 fu costruito il tronco che proseguiva fino a Pannone, nel 1947 quello fino a Ronzo e solo nel 1952 fu completata la rete viaria della valle con il tratto fra Valle San Felice e Nomesino. Di conseguenza, tutte le frazioni della Val di Gresta furono collegate a Mori.
Valle San Felice fu comune autonomo fino al 1924 quando fu incorporato nel comune di Mori. Il comune catastale di Valle è tuttora esistente.

## Monumenti e luoghi d'interesse
- Chiesa dei Santi Felice e Fortunato, parrocchiale della frazione. San Felice e Fortunato sono i due patroni della frazione di Valle San Felice. La chiesa, che sorge in posizione panoramica e isolata dal resto del paese risale all'epoca longobarda, dimostrato dal fregio marmoreo rinvenuto nel 1965 caratterizzato da una croce bizantina, decorata da tralci di vite, grappoli d'uva, croci angolari e palme. Nel 1224, la chiesa venne nominata sede della pieve di Gardumo. Nel corso del Cinquecento, la chiesa venne riedificata in forma lineare ed elegante con la facciata sormontata da un timpano e preceduta da un ampio pronao costruito nel 1583. Una cappella laterale, sempre dedicata a San Felice, fu aggiunta nel 1717, per poi aggiungerne un'ulteriore nel 1862. Da sempre staccato dalla chiesa, il campanile fu più volte ristrutturato fra l'inizio della prima guerra mondiale e gli anni '30, dopo aver completamente sostituito l'antico campanile, abbattuto nel 1845.
- Chiesetta di Sant'Anna: di origine gotica, è importante ricordare l'affresco dei Quattro Evangelisti al suo interno. Fu ristrutturata nel 1561
- Canonica: costruita nel corso del Settecento, fu residenza dei Conti Castelbarco. Di particolare importanza la meridiana dipinta sulla facciata che riporta la seguente frase: Qui nasce e muore il sole.
- Antico Molim: vicino al rio Gresta, fu ricostruito più volte durante la Prima e seconda guerra mondiale. Particolari rilevanti sono gli affreschi dello stemma dei Castelbarco e quelli relativi all'inondazione avvenuta nel 1882 che distrusse gran parte degli edifici, senza però, fortunatamente, causare vittime.